# عمارة قوطية إنجليزية
العمارة القوطية الإنجليزية هي أسلوب معماري ازدهر في إنجلترا نحو عام 1180 وحتى نحو عام 1520. استُخدم هذه الأسلوب كثيرًا في بناء الكاتدرائيات. تُعد الأقواس المدببة من الخصائص التي تحدد معالم هذا الأسلوب إلى جانب كل من العقد والدعامات والاستخدام المكثف للزجاج المعشق. سمحت هذه الميزات مجتمعة بإنشاء مبان ذات ارتفاع وعظمة غير مسبوقة، يدخلها الكثير من الضوء بفضل النوافذ الزجاجية الكبيرة. تشمل الأمثلة الهامة دير وستمنستر وكاتدرائية كانتربري وكاتدرائية سالزبوري. استمر الأسلوب القوي الإنجليزي في إنجلترا حتى أوائل القرن السادس عشر وهو وقت أطول بكثير من الوقت الذي استمر فيه في أوروبا القارية، وقد نجح من خلال عمارة تودور وعمارة عصر النهضة.
جاء النمط القوطي من فرنسا، إذ استُخدمت العناصر المختلفة معًا لأول مرة داخل مبنى واحد في المساحة المغلقة الموجودة أمام المحراب (الجوقة) في كاتدرائية سان دوني شمال فرنسا، التي اكتمل بناؤها في عام 1094. تُعد كاتدرائية كانتربري ودير وستمنسر أقدم تطبيقات ضخمة للعمارة القوطية في إنجلترا. تطورت العديد من ميزات العمارة القوطية بشكل طبيعي من العمارة الرومانسكية (غالبًا ما تُعرف في إنجلترا باسم العمارة النورمانية). استوردت ميزات أخرى من إيل دو فرانس، وبُنيت الكاتدرائية القوطية الفرنسية الأولى التي تُسمى كاتدرائية سينس، منذ عام 1135 وحتى عام 1164. أعاد المعماري الفرنسي ويليام أوف سينس بناء جوقة كاتدرائية كانتربري على الطراز القوطي الجديد بين عامي 1175 و1180، بعد أن دمرها حريق في عام 1174.يمكن رؤية التحول في كاتدرائية دورهام، التي هي عبارة عن مبنى نورماني أُعيد تشكيله بأقدم عقد معروف. ظهر الأسلوب أيضًا في العديد من القلاع والقصور والمنازل الرائعة والعديد من المباني العلمانية الأصغر بما فيها بيوت الفقراء وكنائس الرعية.
يقسم المؤرخون بشكل تقليدي العمارة القوطية الإنجليزية إلى ثلاث فترات، هي القوطية الإنجليزية المبكرة (نحو 1180- 1275) والقوطية المزخرفة (نحو 1275- 1380) والقوطية الرأسية (نحو 1380- 1520). يستخدم هذا المخطط التسميات التي صاغها الأثري توماس ريكمان في محاولته تمييز أسلوب العمارة في إنجلترا (1821- 1815). يُشير المؤرخون أحيانًا إلى الأساليب على أنها «فترات»، فعلى سبيل المثال، يُمكن أن يُشار إلى «الفترة الرأسية» كثيرًا بنفس الطريقة باعتبارها حقبة تاريخية تُسمى «فترة تودور». تظهر هذه الأساليب المعمارية المتنوعة في صورتها الأكثر تطورًا في الكاتدرائيات وكنائس الدير والمباني الجماعية. مع ذلك، تُظهر السمات المميزة لكاتدرائيات إنجلترا جميعها باستثناء كاتدرائية سالزبوري تنوعًا في الأسلوب وتزيد تواريخ بنائها عادة عن 400 عام.

## وصلات خارجية
- Britain Express: Decorated Gothic architecture
- Britain Express – Architectural Guide
- Britain Express – Architectural Guide